# 斉藤修
齊藤 修（さいとう おさむ、1961年2月16日 - ）は、元山形放送、新潟総合テレビアナウンサー。新潟県新潟市北区（旧豊栄市）出身。
法政大学法学部卒業後、1983年に山形放送へ入社。1991年にNST新潟総合テレビへ中途入社し、2012年に同社を退社。
退社後は南三陸町の南三陸ホテル観洋に勤務。

## 人物
- O型。みずがめ座。[1]
- 新潟総合テレビが長岡市に放送センター（スタジオ）を置いていた時代の最後に入社したアナウンサーである。
- 主に報道や剣道大会等の実況を担当。特技は剣道3段。

## 過去の担当番組

### 新潟総合テレビ時代
- 大会などの実況中継など
- NSTスーパーニュース ローカルメインキャスター（2001年 - 2010年3月26日）

### 山形放送時代
- YBCニュースプラス1

### その他
- 辛坊治郎ズーム そこまで言うか!（ニッポン放送、2016年3月12日）